# 躍動の会
躍動の会（やくどうのかい、英: Hyogo Vibrant Assembly）は 兵庫県の地域政党である。

## 党史
2025年3月10日、兵庫県庁内部告発文書問題に関連して非公開とされた百条委員会の音声を外部に提供した問題により、日本維新の会の兵庫県支部である兵庫維新の会から処分を受け離党した増山誠県議、岸口実県議、白井孝明県議の3名によって兵庫県議会の新会派として結成された。事実上、兵庫維新の会から分裂して設立された形となる。
同月24日、地域政党「躍動の会」を設立した。2025年4月6日投開票の赤穂市議会議員選挙に山谷真慶を擁立し当選(定数17/15位)。
同年5月1日、神戸市会議員の川口賢と大井敏弘が入会。両名とも日本維新の会（兵庫維新の会）の公認候補として当選後、4月に維新を離党、市会の維新会派からも離脱し新会派「自主の会」を結成していた。

## 歴代代表
1. 増山誠（在任：2025年 - ）

## 役員
| 代表               | 代表               | 増山誠   |
| 幹事長・会計責任者 | 幹事長・会計責任者 | 白井孝明 |
| 監事               | 監事               | 岸口実   |